# Augustus Island, Western Australia
Augustus Island är en ö i Australien. Den ligger i delstaten Western Australia, omkring 2 000 kilometer nordost om delstatshuvudstaden Perth. Arean är 196 kvadratkilometer. Den sträcker sig 22,6 kilometer i nord-sydlig riktning, och 20,9 kilometer i öst-västlig riktning.
Trakten runt Augustus Island består i huvudsak av gräsmarker. Trakten runt Augustus Island är nära nog obefolkad, med mindre än två invånare per kvadratkilometer. Savannklimat råder i trakten. Genomsnittlig årsnederbörd är 1 830 millimeter. Den regnigaste månaden är februari, med i genomsnitt 450 mm nederbörd, och den torraste är augusti, med 4 mm nederbörd.